# Poivrière (arme à feu)
Pour les articles homonymes, voir Poivrière.

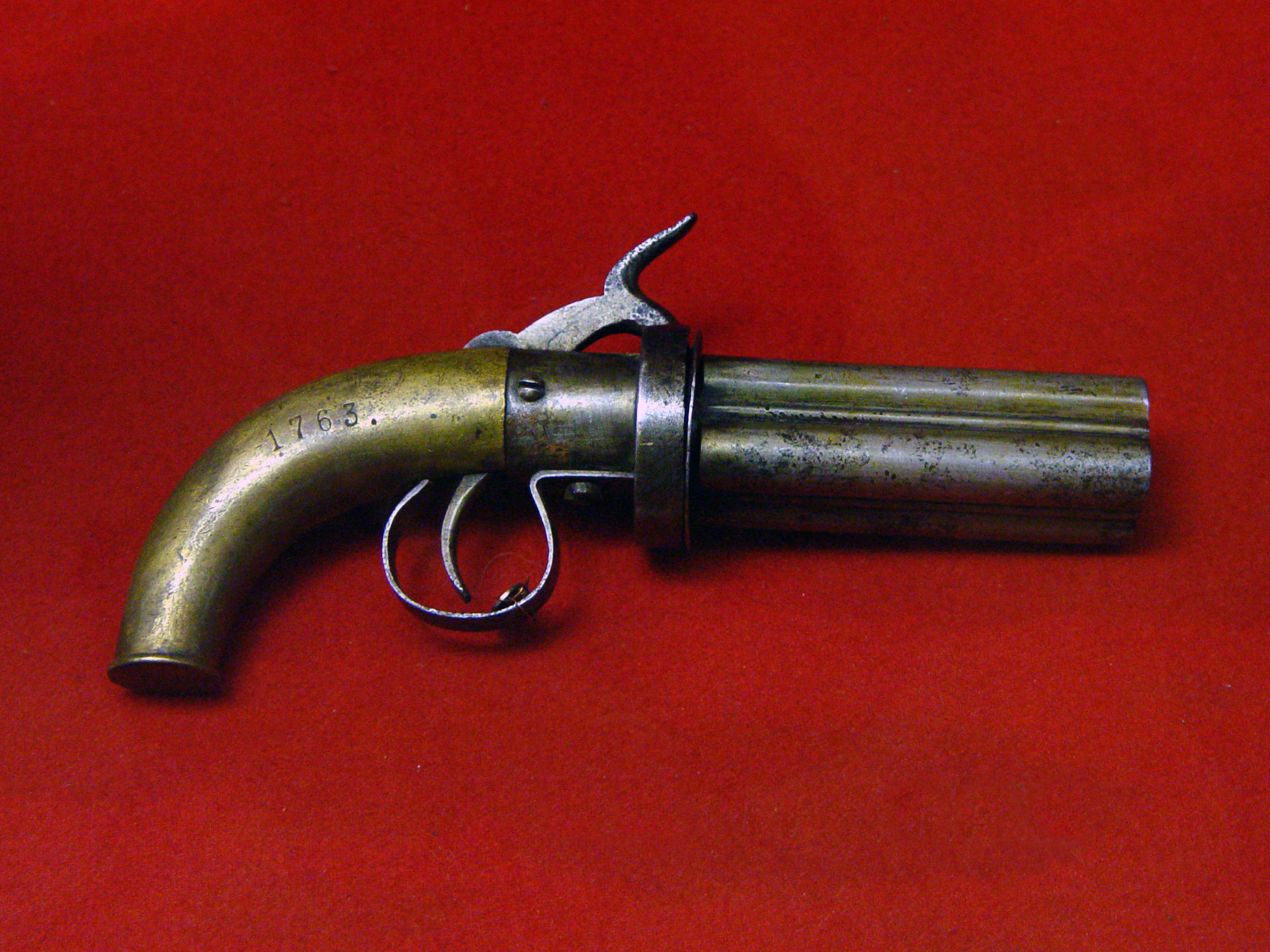
Poivrière russe de 1763 à 4 chambres

Une poivrière est un type d'arme à feu à canons tournants, sorte de revolver avec un barillet très allongé dont chacune des quatre à six chambres (parfois huit, voire plus) fait directement office de canon. Le bloc-canon est constitué soit d'un cylindre de métal percé de tubes, soit de canons indépendants soudés autour d'un axe (Mariette).

## Historique
Les premiers modèles, apparus vers 1820, se manœuvraient à la main. Pour tirer, il fallait placer le canon devant le chien unique en le faisant tourner comme une poivrière, d'où le nom qu'on leur a donnés.
Les premières poivrières à percussion (amorce ou capsule au fulminate de mercure) se répandent rapidement entre 1820 et 1830 en Europe et aux États-Unis.
Les calibres varient entre 25 et 36 (6,5 et 9 mm environ).  
Vers 1830, l'adoption du mécanisme à simple action permet aux canons de tourner automatiquement lorsque l'on arme le chien. En 1837, avec l'invention de l'américain Ethan Allen, le mécanisme à double action se généralise. Ce dispositif permet de faire tourner les canons et d'armer le chien en appuyant sur la détente. Le chien n'est plus apparent et se trouve dans l'axe de la détente, il agit sur le canon inférieur.
Peu précises au-delà de quelques mètres mais faciles d'emploi, très rapides à mettre en action et avec un prix largement inférieur (de deux à dix fois) à celui des revolvers, les poivrières connurent un immense succès pendant la ruée vers l'Ouest américain à partir de 1849.
En Europe, la production s'oriente vers des armes plus luxueuses, richement gravées comme celles de Thomas Turner ou de Robbins & Lawrence. L'armurier belge Guillaume Mariette produit dès 1837 un modèle breveté comportant de nombreuses améliorations comme un muret entre les cheminées pour réduire le risque d'un départ simultané de tous les canons, la détente en anneau associée au mécanisme double action, les canons soudés autour de l'axe, gravures et damas. 

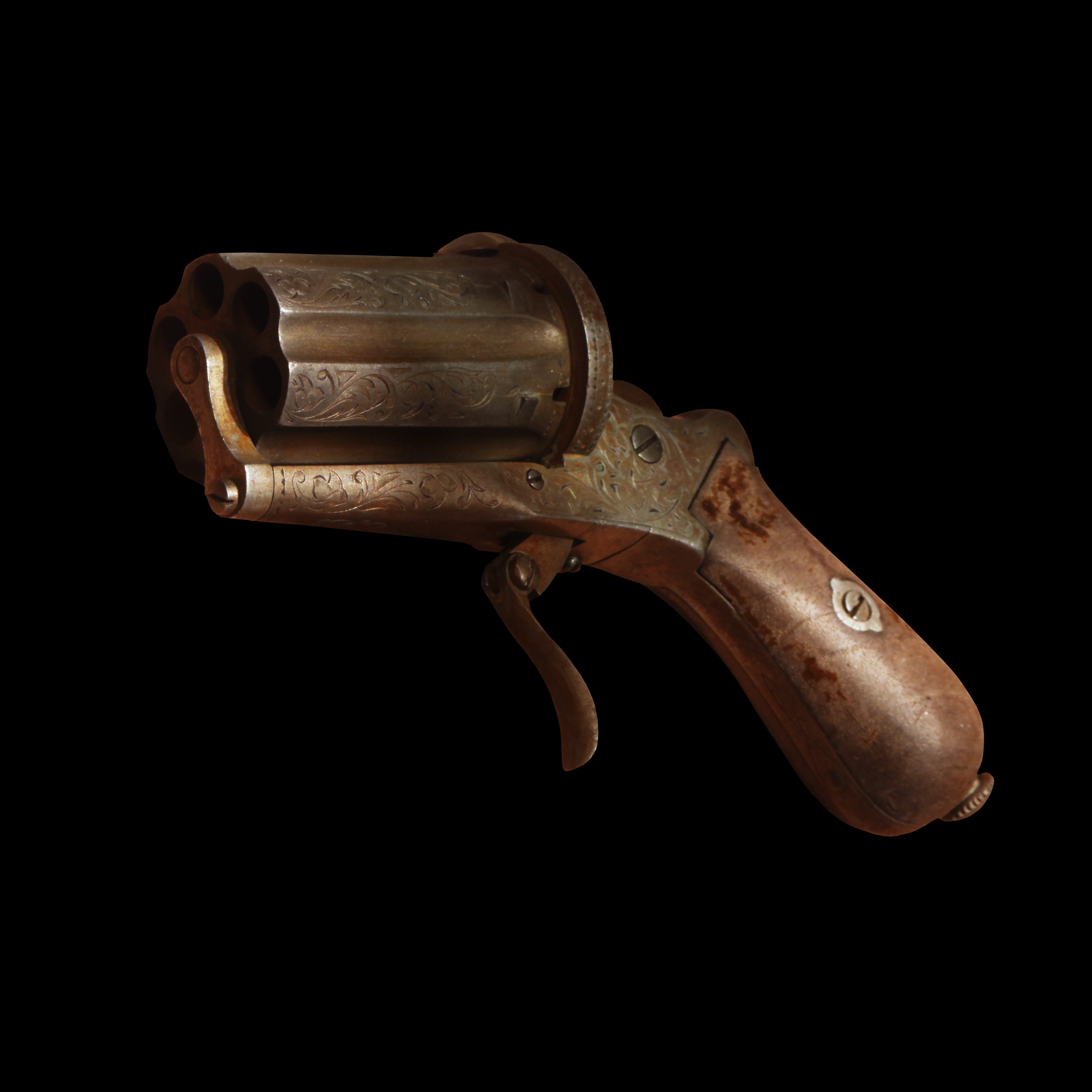
Poivrière Casimir Lefaucheux à 6 chambres

Des poivrières chambrant les cartouches à broche de l'armurier français Casimir Lefaucheux seront également produites. Mais l'intérêt est bien moindre qu'en Amérique du Nord, car en Europe, les poivrières se trouvent en concurrence directe avec les premiers revolvers.

## Sources
- D. Venner, Armes américaines, Éd. J. Grancher, 1978.

- Gérard Henrotin, La poivrière à broche expliquée, Editions H&L - HLebooks.com, 2009, 22 p. (lire en ligne)
- Index Général Gazette des Armes de 1972 à 2007
- Jean-Michel Pineau, « Tirer avec une poivrière à broche », Cibles, no 612,‎ juin 2021, p. 82-86 (ISSN 0009-6679)
- Martin J. Dougherty, Armes à feu : encyclopédie visuelle, Elcy éditions, 304 p. (ISBN 978-2-7532-0521-5), p. 56.